# Harelaw
Harelaw – wieś w Anglii, w hrabstwie Durham. Leży 16 km na północny zachód od miasta Durham i 389 km na północ od Londynu.